# Hotel.de
hotel.de — немецкая компания со штаб-квартирой в г. Нюрнберг, которая является администратором интернет-портала для бронирования отелей. Компания существует с 2001 г., её акции торговались на бирже во вступительном стандарте Франкфуртской биржи с 2006 по 2011 гг. и в общем стандарте — с 2012 по 2013 гг. С 2011 г. hotel.de большей частью принадлежит европейскому сервису по бронированию отелей HRS; вместе эти поставщики обеспечивают около двух третей рынка.

## История

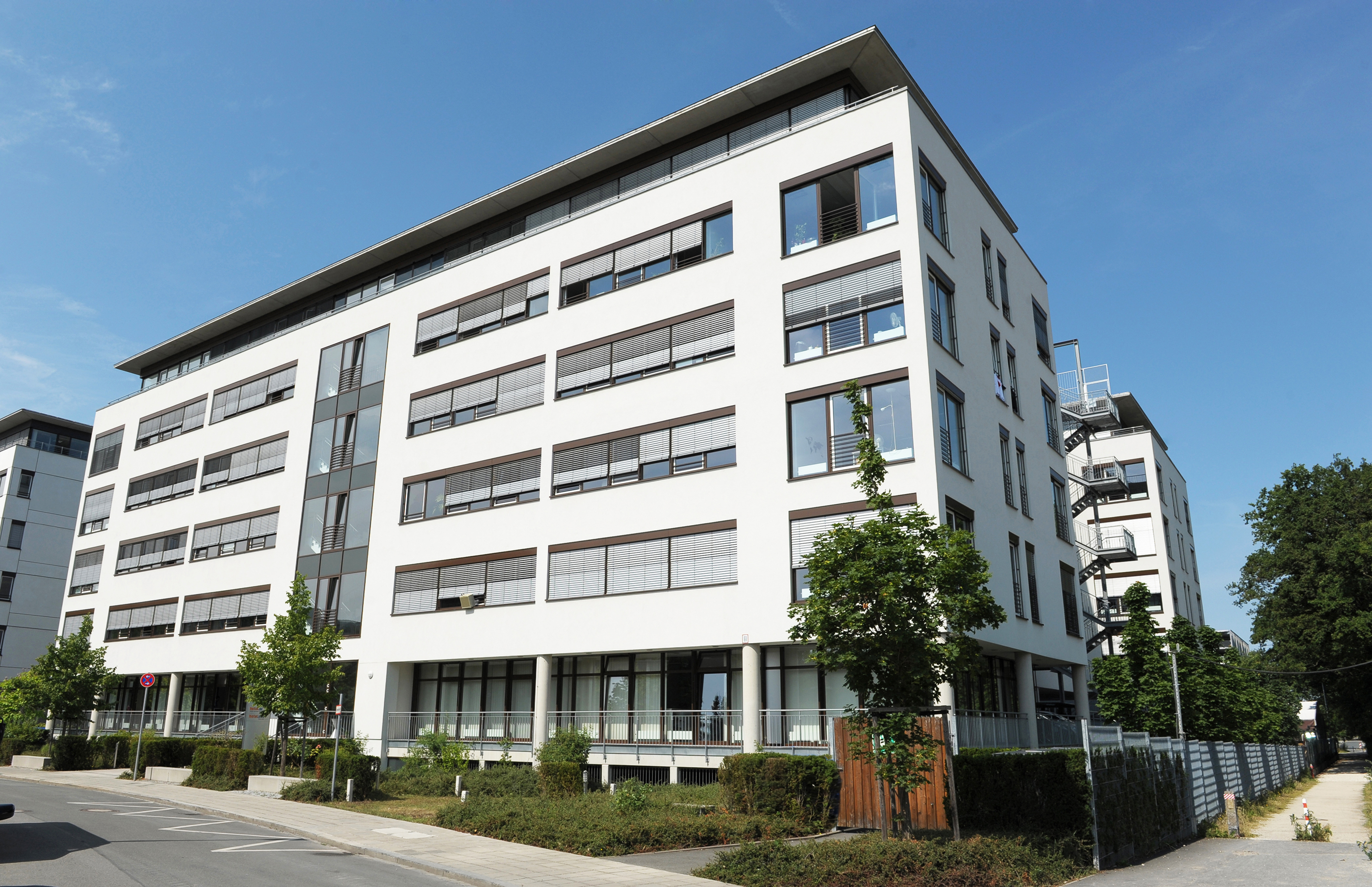
Штаб-квартира в Нюрнберге

Компания была учреждена 11 сентября 2001 г. в Дюссельдорфе Хайнцом Рауфером и еще тремя предпринимателями в форме акционерного общества. Веб-сайт или домен hotel.de перешел во владение компании Atrada Trading Network AG, которую Хайнц Рауфер ранее продал Deutsche Telekom. Уже в 1999 г. компания Atrada в сотрудничестве с фирмой Intergerma организовала работу аналогичной службы для бронирования отелей и поездок. Первоначально hotel.de ориентировалась на деловых клиентов.
В 2006 году компания hotel.de заявила о своем желании получить котировку на бирже. Котировка должна была принести компании около 20 млн евро, которые предполагалось направить прежде всего на финансирование расширения международной торговой деятельности. К этому времени оборот компании составлял 12,4 млн евро, а количество сотрудников — 340 человек. Период подписки начался в октябре 2006 г., сама торговля — 20 октября того же года. Акции котировались по нижнему краю ценового диапазона и даже падали ниже эмиссионного курса. Наблюдатели оценивали первичное размещение акций как не оправдывающее ожиданий, однако рекомендовали покупку.
В 2006 году компания hotel.de была награждена премией Deutscher Gründerpreis инициативы StartUp в категории «Успешный дебютант». В следующем году hotel.de получила приз «Bayerns Best 50» от Баварского Министерства экономики за «выдающуюся силу роста». Кроме того, начиная с 2009 г. компания hotel.de неоднократно удостаивалась титула «Веб-сайт года» в категории «Досуг и путешествия». В 2011 г. экономический журнал Der Handel присудил компании награду «e-Star Online Excellence Award» за её приложение для iPhone, а в 2012 г. награду «MobileTech Award» завоевало аналогичное приложение для устройств на базе Android.
В октябре 2011 г. hotel.de вошла в состав компании HRS. Учредители реализовали 61,6% долей участия на общую сумму 43 млн евро, после того как ранее они неоднократно отрицали свой интерес к продаже. К этому времени в компании работало 446 сотрудников. Несмотря на это слияние компания hotel.de осуществляла свою деятельность как независимое акционерное общество с офисами в Нюрнберге и Хамме. Тем не менее, две компании заключили договор о перечислении прибыли. Позднее HRS увеличила долю своего участия до 83%, после чего Федеральное картельное ведомство Германии объявило о проверке этого приобретения, которая, однако, не дала результата. К маю 2013 г. доля HRS выросла до отметки более 95%, а оставшиеся акционеры были удовлетворены в рамках процесса выкупа акций миноритариев. Акции общества hotel.de были сняты с котировки на бирже, а в сентябре 2013 г. компанию оставил её последний учредитель — Хайнц Рауфер.
Помимо штаба в Нюрнберге и офиса в Хамме, который закрывается в процессе слияния с группой HRS, компания поддерживает филиалы в Лондоне, Париже, Барселоне, Риме и Шанхае. В 2011 г. было открыто подразделение в Сингапуре, где базируются службы маркетинга и сбыта для международных рынков. С 2012 г. компания hotel.de имеет представительство в Сан-Паулу.

## Порталы
Первоначально компания предлагала свои услуги только немецкоязычной аудитории под доменом hotel.de, но в 2006 г. она начала свой выход за рубеж. В 2008 г. на портале hotel.info были представлены международные предложения для Великобритании, Франции, Испании и Италии. За все бронирования hotel.de получает комиссионные, которые варьируются на основании различных критериев. Посетители могут оставлять свои отзывы об отелях на сайте hotel.de.
По собственным сведениям, веб-сайты hotel.de доступны на 38 языках, в 2012 г. были представлены предложения по 210 000 отелям по всему миру. Помимо обслуживания собственных порталов, hotel.de выступает посредником при бронировании номеров от других поставщиков: например, в 2006 г. было заключено соглашение о сотрудничестве с авиакомпанией Air Berlin. В 2007 г. доступ к предложению hotel.de был интегрирован в веб-страницу компании Deutsche Bahn, однако в 2011 г. он был заменен на HRS.

## Критика
После вхождения hotel.de в состав группы HRS Ассоциация владельцев отелей сообщила о том, что это приобретение привело к унификации договорных условий и ограничению круга возможностей. В связи с этим было рекомендовано отказаться от постоянно растущих комиссионных, сумма которых постепенно увеличилась до 15%. В 2013 г. hotel.de вновь подверглась критике за то, что компания позволяла себе гарантировать лучшие предложения отелей. Федеральное картельное ведомство Германии оспорило такой подход как ограничивающий конкуренцию и в связи с этим вынесло головной компании HRS несколько предупреждений. Однако сами компании-участницы усматривали в соответствующих положениях выгоду для потребителей, поскольку за счет гарантии наилучшей цены затраты последних на поиски предложений минимизировались.